# Gerner von Lilienstein

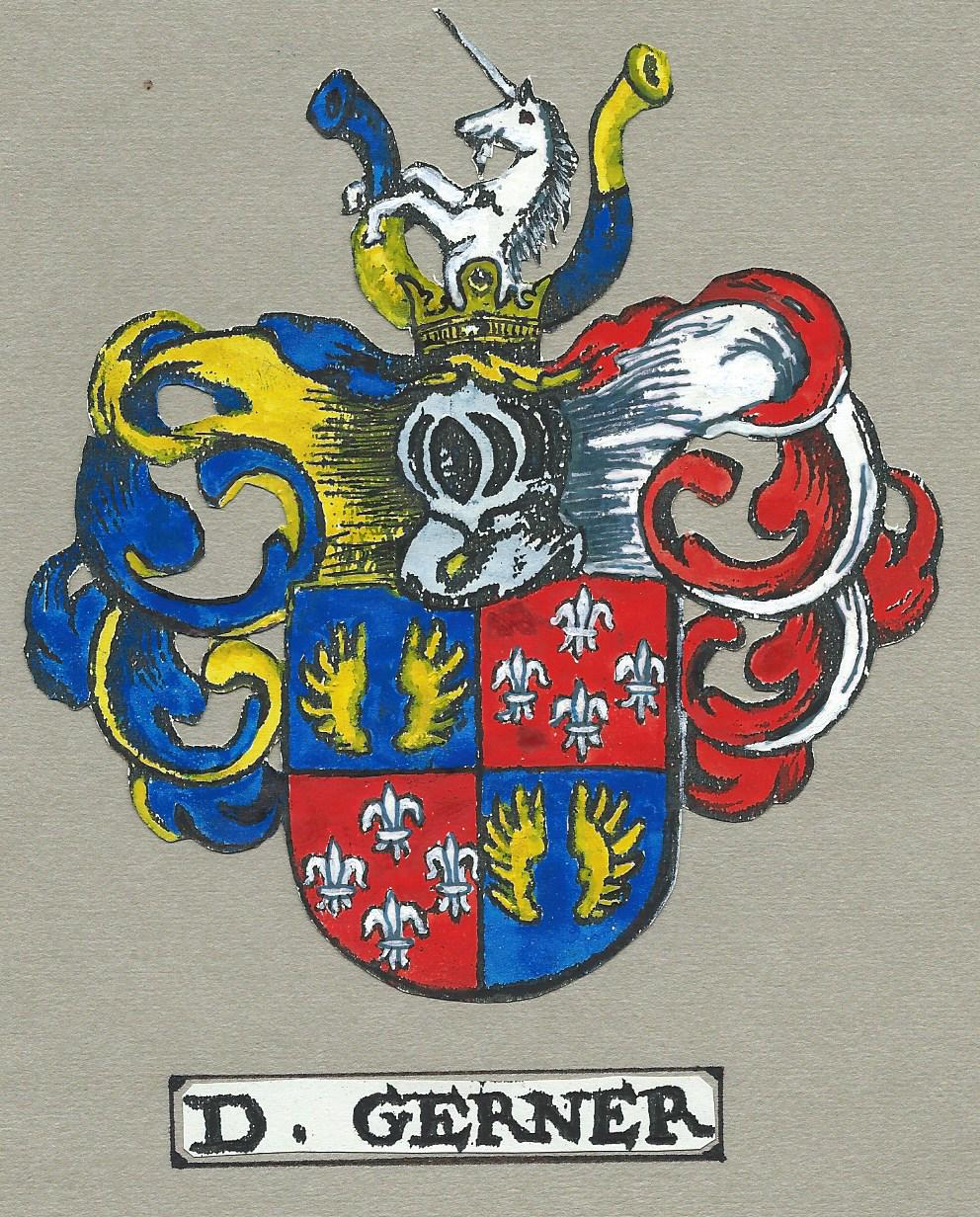
D. GERNER, aus Siebmacher Teil 4 / Tafel 70 Beadelte, koloriert

Die Gerner von Lilienstein waren ein württembergisches Adelsgeschlecht, das 1640 geadelt wurde.

## Geschichte
Die Vorfahren des 16. Jahrhunderts der Familie Gerner stammen aus Heidelsheim, Sebastian Gerner ist 1560 des Innern Rats zue Eppingen, Abraham Gerner 1590 Innerer Rat Eppingen, Johannes Gerner 1620 Innerer Rat der kaiserlichen Stadt Wimpfen. Abraham Gerner von Lilienstein und seine Brüder Andreas, Adam und Josias – eine Rats-, Juristen- und Arztfamilie aus Wimpfen – wurden am 18. Mai 1640 von Kaiser Ferdinand III. in den Adelsstand erhoben.
Abraham Gerner (ca. 1610–1677) studierte während seiner europäischen Kavalierstour in verschiedenen Ländern, unter anderem von 1630 bis 1631 an der Universität Straßburg und erlangte den Doktortitel der Medizin und Philosophie. Abraham wurde das Prädikat „von Lilienstein“, das Palatinat (Pfalzgraf) und eine Wappenbesserung verliehen. 1652 kaufte er, mit seinem Bruder Adam, das 17000 Gulden kostende Wollenberg im Kraichgau und sie hießen dann Gerner von Lilienstein zum Wollenberg. Abraham heiratete 1663 Sibilla (Sybille) von Weitershausen (?–1666). Die Ehe blieb kinderlos. 1664 huldigten die Schatthausener Untertanen ihrem Ortsherren Abraham Gerner von Lilienstein, der den Ort durch die Heirat erwarb. Im kaiserlichen Reichskammergericht in Speyer wirkte er als Advokat (1664 belegt).
Seine Geschwister waren:
- Andreas Gerner von Lilienstein, er erlangte auch einen Doktortitel der Medizin,
- Adam Gerner von Lilienstein wird als Doct. Practicus in der kaiserlichen Stadt Wimpfen genannt,
- Josias Gerner von Lilienstein,
- Johan Gerner „Med. Doct. Practicus in der keyserlichen Reichsstatt Wimpfen“,
- Maria Barbara Annemarie Agnes Gerner.

## Güter und Hausplätze
- Speyer: Dort besaßen die Brüder Gerner in der Herdstraße einen Hausplatz und weitere zwei Gärten. 1705 wurde das Renaissancehaus mit einem Neubau überbaut. Das Haus Maximilianstr.14 hat im Erdgeschoss am Rudiment eines Renaiccancetreppenturmes ein Allianzwappen mit Lilien- und Einhorndarstellung. Die Säulenfüße haben links ein Hauszeichen (4 mit M) und rechts eine Lilie.Wappen 1571,  Speyer Maximilianstr.14
- Wollenberg, ein Ort im Kraichgau

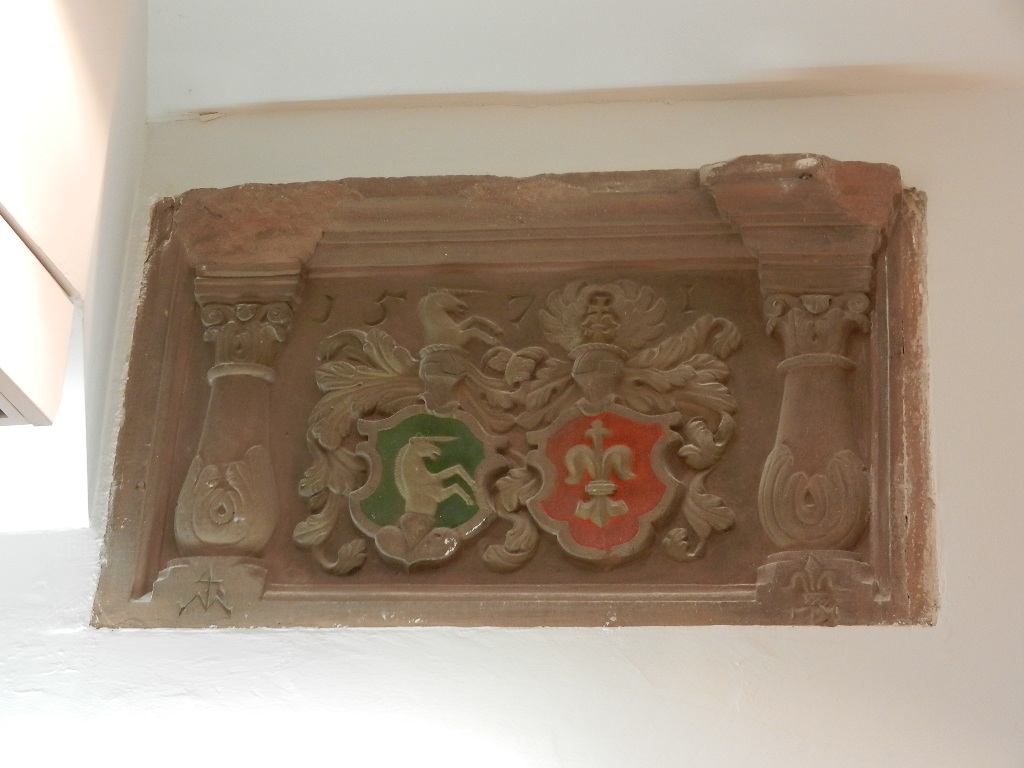
Wappen 1571, Speyer Maximilianstr.14

- Schatthausen: 1677 übertrug man Wollrad von Brüggen, dem Schwiegersohn von Adam, die Herrschaft mit dem Wasserschloss.
- Heidelsheim
- Eppingen
- Bad Wimpfen

## Wappen
Die gleichen Wappeninitialen, auch in Teilen, wurden für die Familien Gerner, Görner, Gernert und Gernet vergeben.
Das Wappen im alten Siebmacher-Wappenbuch im Teil 4 ist das älteste bekannte Gerner-Wappen.
| Name                                              | Blasonierung, Bemerkungen | Abbild |
| ------------------------------------------------- | --- | ------ |
| Bürgerliches Gerner Wappen vor 1640               | Das bürgerliche Gerner-Wappen wird im Originaltext der für Abraham Gerner und seine Brüder am 18. Mai 1640 in Wien verfassten Wappenbesserung und Palatinat, vom Kaiser Ferdinand vergeben, erwähnt: „Ihr vorhin gehabtes Wappen“...., im blau- oder lasurfarbenen Schild zwei gelbe gegeneinander, die Sachsen einwärts gekehrte, Adlerflügel. Auf dem Schild ein geschlossener Stechhelm mit beidseitigen Helmdecken in blau oder lasur und gelb oder goldfarben. Darauf ein in den gleichen Farben gewundener Pausch. Daraus erscheinen zwei, die Mundlöcher nach außen gekehrte und mit Farben in der Mitte abgeteilte Büffelhörner und mit der vorderen und der hinteren gelb oder goldfarben, der hintere untere und vordere Teil in blau oder lasurfarbig. |        |
| Gerner adelige Wappenbesserung 1640               | Originaltext: ...„nachfolgender gestalt geziert und verbessert“.....„und zugebrauchen gnediglich erlaubt“ Ein quartiertes Schild, dessen hinterer untere und vorderer Teil blau oder lasurfarbig ist, in jedem sind zwei gegeneinander, die Sachsen einwärts gekehrte, gelbe oder goldfarbene Adlerflügel, die vordere untere und die hintere obere Feldung ist aber rot oder rubinfarbig. In den andere Feldern sind je vier kreuzweise gestellte doppelte weiße Lilien mit einem Bund zusehen sind. Auf dem Schild steht ein freier offener adeliger Thunierhelm, zur rechten Hand mit rot und weißen, zur linken aber blau und gelben Helmdecken, und darüber eine königliche goldfarbene Krone, daraus erscheinen zwei mit Mundlöchern auswärts gekehrte und mit Farben in der Mitte abgeteilte Büffelhörner. Das hintere untere, und vordere obere ist blau oder lasur, das hintere obere und vordere Teil ist aber gelb und goldfarben. Ein weißes bis an die Hüfte, gegen die rechten Seite gekehrtes und zum Sprung gerichtetes Einhorn. (Nobilitation, Wien 18. Mai 1640 von Kaiser Ferdinand dem Dritten) |        |
| Rotes Siegel 1664                                 | Siegel des Abraham Gerner von Lilienstein, Inschrift des Siegels: ABRAHAM GERNER VON LILIENSTEIN SACRI CAESAREI PALAT COMES (Abraham Gerner von Lilienstein heiliger kaiserlicher Pfalzgraf) |        |
| Allianzwappen Brüggen-Gerner von Lilienstein 1664 | Sandstein Torschmuck des Wasserschlosses von Schatthausen, ehemaliger Gerner von Lilienstein Sitz von 1665 bis 1677 |        |